# Emil Radev
Emil Radev é um político búlgaro que actualmente actua como membro do Parlamento Europeu pelo partido Cidadãos para o Desenvolvimento Europeu da Bulgária.